# PostNord Danmark
PostNord Danmark (укр. Пошта Данії) — національний оператор поштового зв'язку Данії зі штаб-квартирою в Копенгагені. Є державною компанією у формі дочірньої компанії спільної шведсько-данської корпорації. Член Всесвітнього поштового союзу.
Станом на 2007 рік у Пошті Данії працювало близько 21 000 осіб, і щороку вона доставляла приблизно мільярд листів і 37 мільйонів посилок. Пошта Данії пропонує широкий спектр послуг, таких як експрес-доставка (доставка забезпечується не пізніше 9 ранку наступного дня),  кур'єрські послуги, послуги у відділеннях, послуга «10 годин» (доставка забезпечується не пізніше 10 ранку кожного дня) та електронна поштова скринька (пошта сканується в електронному вигляді і надсилається електронною поштою замість звичайної пошти).